# 2. Tennis-Bundesliga (Damen) 2009
Die 2. Tennis-Bundesliga der Damen wurde 2009 zum elften Mal ausgetragen. Sie wurde in die 2. Bundesliga-Nord und -Süd aufgeteilt, in der jeweils sieben Mannschaften um den Aufstieg in die Erstklassigkeit kämpften.

## Spieltage und Mannschaften
| Spieltage                                  |
| ------------------------------------------ |
| 1. Spieltag: So., 24. Mai 2009, 11:00 Uhr  |
| 2. Spieltag: Sa., 30. Mai 2009, 13:00 Uhr  |
| 3. Spieltag: Mo., 1. Juni 2009, 11:00 Uhr  |
| 4. Spieltag: So., 7. Juni 2009, 11:00 Uhr  |
| 5. Spieltag: So., 21. Juni 2009, 11:00 Uhr |
| 6. Spieltag: So., 5. Juli 2009, 11:00 Uhr  |
| 7. Spieltag: So., 12. Juli 2009, 11:00 Uhr |

| Mannschaften der 2. BL Nord |
| --------------------------- |
| Großflottbeker THGC         |
| Lintorfer TC 1972           |
| LTTC Rot-Weiß Berlin        |
| Ratinger TC Grün-Weiß       |
| Rochusclub Düsseldorf       |
| TC Rot-Weiß Wahlstedt       |
| THC im VfL Bochum 1848      |

| Mannschaften der 2. BL Süd     |
| ------------------------------ |
| BASF TC Blau-Weiß Ludwigshafen |
| Ski-Club Ettlingen             |
| TC Augsburg Siebentisch        |
| TC Blau-Weiß Vaihingen-Rohr    |
| TC BW Villingen                |
| TC Großhesselohe               |
| TC GW Luitpoldpark             |

## 2. Tennis-Bundesliga Nord

### Abschlusstabelle
|     | Mannschaft             | Begegnungen | Punkte | Matches | Sätze | Spiele  |
| --- | ---------------------- | ----------- | ------ | ------- | ----- | ------- |
| 01. | THC im VfL Bochum 1848 | 6           | 12:0   | 47:7    | 95:22 | 637:289 |
| 02. | TC Rot-Weiß Wahlstedt  | 6           | 10:2   | 38:16   | 83:37 | 594:406 |
| 03. | Ratinger TC Grün-Weiß  | 6           | 6:6    | 28:28   | 63:55 | 512:462 |
| 04. | LTTC Rot-Weiß Berlin   | 6           | 6:6    | 23:31   | 53:65 | 451:517 |
| 05. | Großflottbeker THGC    | 6           | 4:8    | 16:38   | 34:82 | 333:588 |
| 06. | Lintorfer TC 1972      | 6           | 2:10   | 20:34   | 47:74 | 460:553 |
| 07. | Rochusclub Düsseldorf  | 6           | 2:10   | 17:37   | 40:80 | 435:607 |

### Mannschaftskader
| Pos. | Name                   |
| ---- | ---------------------- |
| 1    | Tiffany Dabek          |
| 2    | Marlen Mesgarzadeh     |
| 3    | Maria Geznenge         |
| 4    | Yuliana Lizarazo       |
| 5    | Tanja Stegkämper       |
| 6    | Katja Blöcker          |
| 7    | Inga Bürger            |
| 8    | Jessica Seck           |
| 9    | Regina Melosch         |
| 10   | Joy Dekubanowski       |
| 11   | Annkatrin Kruhl        |
| 12   | Henrike Voigt          |
| 13   | Simone Tuttas          |
| 14   | Anna Volquardsen       |
| 15   | Christina Schultz-Buhr |
| 16   |                        |

| Pos. | Name                    |
| ---- | ----------------------- |
| 1    | Jekaterina Lopes        |
| 2    | Tina Schiechtl          |
| 3    | Daniela Kalthoff        |
| 4    | Tracy-Maryse Castillo   |
| 5    | Tessy van de Ven        |
| 6    | Jessica Homberg         |
| 7    | Sarah Krohnen-Dauser    |
| 8    | Ina-Patricia Zimmermann |
| 9    | Johanna Hansen          |
| 10   | Geraldine Laux          |
| 11   | Carina Hümbs            |
| 12   | Uta Opelt               |
| 13   |                         |
| 14   |                         |
| 15   |                         |
| 16   |                         |

| Pos. | Name                   |
| ---- | ---------------------- |
| 1    | Sabine Lisicki         |
| 2    | Xenija Jurjewna Perwak |
| 3    | Diana Enache           |
| 4    | Simona Dobrá           |
| 5    | Dejana Raickovic       |
| 6    | Vlatka Jovanovic       |
| 7    | Anna Livadaru          |
| 8    | Jessica Sabeshinskaja  |
| 9    | Lisa-Marie Mätschke    |
| 10   | Saskia Saberschinsky   |
| 11   | Jenny Trettin          |
| 12   | Sharina Kopsch         |
| 13   | Madlen Grohmann        |
| 14   | Olivia Gabela          |
| 15   |                        |
| 16   |                        |

| Pos. | Name                        |
| ---- | --------------------------- |
| 1    | Wera Jewgenjewna Duschewina |
| 2    | Kazjaryna Dsehalewitsch     |
| 3    | Estrella Cabeza Candela     |
| 4    | Caroline Maes               |
| 5    | Olga Brózda                 |
| 6    | Pauline Wong                |
| 7    | Daniëlle Harmsen            |
| 8    | Olga Kalyuzhnaya            |
| 9    | Elise Tamaela               |
| 10   | Michaela Rütten             |
| 11   | Sabrina Kruchen             |
| 12   | Kim Kilsdonk                |
| 13   | Sabine Schneider            |
| 14   | Linda Blumberg              |
| 15   | Sandra Spadzinski           |
| 16   | Alina Günther               |

| Pos. | Name                   |
| ---- | ---------------------- |
| 1    | Katalin Marosi         |
| 2    | Madita Suer            |
| 3    | Melanie Oosterhof      |
| 4    | Alice Tesan            |
| 5    | Camilla Kremer         |
| 6    | Laura Charlotte Zelder |
| 7    | Andrea van den Hurk    |
| 8    | Dorit Waligura         |
| 9    | Marina Tavares         |
| 10   | Cornelia Lassonczyk    |
| 11   | Ruth Braukmann         |
| 12   | Alexandra Brill        |
| 13   | Constanze Kürten       |
| 14   | Caroline Stevens       |
| 15   | Isabel Busch           |
| 16   | Franziska Krass        |

| Pos. | Name              |
| ---- | ----------------- |
| 1    | Julia Görges      |
| 2    | Romina Oprandi    |
| 3    | Sandra Martinovic |
| 4    | Lydia Steinbach   |
| 5    | Mona Barthel      |
| 6    | Kateřina Vaňková  |
| 7    | Kristina Andlovic |
| 8    | Julia Paetow      |
| 9    | Katharina Brown   |
| 10   | Elisa Peth        |
| 11   | Mara Nowak        |
| 12   | Vivian Hansen     |
| 13   | Katharina Holert  |
| 14   | Inga Radel        |
| 15   | Nina Wellnitz     |
| 16   | Luise Intert      |

| Pos. | Name                            |
| ---- | ------------------------------- |
| 1    | Melinda Czink                   |
| 2    | Lucie Hradecká                  |
| 3    | Elena Baltacha                  |
| 4    | Zuzana Kučová                   |
| 5    | Liana Ungur                     |
| 6    | Marija Alexandrowna Kondratjewa |
| 7    | Dominika Nociarová              |
| 8    | Magdalene Kiszczynska           |
| 9    | Sophie Lefèvre                  |
| 10   | Hanna Krampe                    |
| 11   | Anda Perianu                    |
| 12   | Dinah Pfizenmaier               |
| 13   | Romy Kölzer                     |
| 14   | Carina Kämpfer                  |
| 15   | Magdalena Ploch                 |
| 16   | Virginie Stein                  |

### Ergebnisse
| Datum/Uhrzeit      | Heimmannschaft         | Gastmannschaft         | Matches | Sätze | Spiele |
| ------------------ | ---------------------- | ---------------------- | ------- | ----- | ------ |
| So. 24. Mai 11:00  | TC Rot-Weiß Wahlstedt  | Rochusclub Düsseldorf  | 6:3     | 13:7  | 100:75 |
| So. 24. Mai 11:00  | Lintorfer TC 1972      | THC im VfL Bochum 1848 | 2:7     | 4:15  | 45:102 |
| So. 24. Mai 11:00  | Ratinger TC Grün-Weiss | LTTC Rot-Weiß Berlin   | 6:3     | 13:6  | 100:57 |
| Sa. 30. Mai 13:00  | Großflottbeker THGC    | Lintorfer TC 1972      | 5:4     | 11:10 | 80:88  |
| Sa. 30. Mai 13:00  | LTTC Rot-Weiß Berlin   | TC Rot-Weiß Wahlstedt  | 0:9     | 0:18  | 30:108 |
| Sa. 30. Mai 13:00  | Rochusclub Düsseldorf  | Ratinger TC Grün-Weiss | 5:4     | 11:11 | 83:95  |
| Mo. 1. Juni 11:00  | Ratinger TC Grün-Weiss | Lintofer TC 1972       | 6:3     | 13:7  | 94:78  |
| Mo. 1. Juni 11:00  | LTTC Rot-Weiß Berlin   | Großflottbeker THGC    | 6:3     | 15:6  | 108:57 |
| Mo. 1. Juni 11:00  | Rochusclub Düsseldorf  | THC im VfL Bochum 1848 | 1:8     | 4:16  | 55:110 |
| So. 7. Juni 11:00  | THC im VfL Bochum 1848 | Ratinger TC Grün-Weiss | 9:0     | 18:0  | 109:31 |
| So. 7. Juni 11:00  | Großflottbeker THGC    | TC Rot-Weiß Wahlstedt  | 0:9     | 1:18  | 38:109 |
| So. 7. Juni 11:00  | Lintofer TC 1972       | LTTC Rot-Weiß Berlin   | 4:5     | 10:12 | 96:92  |
| So. 21. Juni 11:00 | Ratinger TC Grün-Weiss | TC Rot-Weiß Wahlstedt  | 4:5     | 10:11 | 90:91  |
| So. 21. Juni 11:00 | THC im VfL Bochum 1848 | Großflottbeker THGC    | 9:0     | 18:0  | 108:16 |
| So. 21. Juni 11:00 | Lintorfer TC 1972      | Rochusclub Düsseldorf  | 5:4     | 11:9  | 91:90  |
| So. 5. Juli 11:00  | TC Rot-Weiß Wahlstedt  | THC im VfL Bochum 1848 | 2:7     | 9:14  | 91:111 |
| So. 5. Juli 11:00  | LTTC Rot-Weiß Berlin   | Rochusclub Düsseldorf  | 7:2     | 15:4  | 113:59 |
| So. 5. Juli 11:00  | Großflottbeker THGC    | Ratinger TC Grün-Weiss | 1:8     | 2:16  | 44:102 |
| So. 12. Juli 11:00 | Rochusclub Düsseldorf  | Großflottbeker THGC    | 2:7     | 5:14  | 73:98  |
| So. 12. Juli 11:00 | THC im VfL Bochum 1848 | LTTC Rot-Weiß Berlin   | 7:2     | 14:5  | 97:51  |
| So. 12. Juli 11:00 | TC Rot-Weiß Wahlstedt  | Lintorfer TC 1972      | 7:2     | 14:5  | 95:62  |

## 2. Tennis-Bundesliga Süd

### Abschlusstabelle
|     | Mannschaft                     | Begegnungen | Punkte | Matches | Sätze | Spiele  |
| --- | ------------------------------ | ----------- | ------ | ------- | ----- | ------- |
| 01. | BASF TC Blau-Weiß Ludwigshafen | 6           | 12:0   | 44:10   | 90:29 | 644:395 |
| 02. | Ski-Club Ettlingen             | 6           | 10:2   | 39:15   | 83:35 | 611:405 |
| 03. | TC Augsburg Siebentisch        | 6           | 8:4    | 31:23   | 68:51 | 563:492 |
| 04. | TC GW Luitpoldpark             | 6           | 6:6    | 33:21   | 70:47 | 537:429 |
| 05. | TC Großhesselohe               | 6           | 4:8    | 24:30   | 54:62 | 492:506 |
| 06. | TC BW Villingen                | 6           | 2:10   | 10:44   | 26:92 | 334:618 |
| 07. | TC Blau-Weiß Vaihingen-Rohr    | 6           | 0:12   | 8:46    | 19:94 | 218:617 |

### Mannschaftskader
| Pos. | Name                           |
| ---- | ------------------------------ |
| 1    | Anastassija Iwanowna Rodionowa |
| 2    | Angelika Roesch                |
| 3    | Anikó Kapros                   |
| 4    | Arina Iwanowna Rodionowa       |
| 5    | Kyra Nagy                      |
| 6    | Dominice Ripoll                |
| 7    | Martina Suchá                  |
| 8    | Tatjana Priachin               |
| 9    | Madlen Kadur                   |
| 10   | Maxi Ehmer                     |
| 11   | Lisa Brinkmann                 |
| 12   | Laura Sadria                   |
| 13   | Nathalie Scherdel              |
| 14   | Simona Bag                     |
| 15   |                                |
| 16   |                                |

| Pos. | Name                |
| ---- | ------------------- |
| 1    | Sandra Záhlavová    |
| 2    | Andrea Hlaváčková   |
| 3    | Darina Sedenková    |
| 4    | Svenja Weidemann    |
| 5    | Mia Buric           |
| 6    | Christina Shakovets |
| 7    | Ellen Linsenbolz    |
| 8    | Tanja Hirschauer    |
| 9    | Bianca Koch         |
| 10   | Denise Höfer        |
| 11   | Julia Biffar        |
| 12   | Sarah Weschenfelder |
| 13   | Lea Müller          |
| 14   | Diana Schwörer      |
| 15   | Bonnie Kunzmann     |
| 16   | Ines Ganzhorn       |

| Pos. | Name                |
| ---- | ------------------- |
| 1    | Francesca Schiavone |
| 2    | Petra Kvitová       |
| 3    | Maria Elena Camerin |
| 4    | Michaela Paštiková  |
| 5    | Michaela Pochabová  |
| 6    | Ana Timotić         |
| 7    | Alice Balducci      |
| 8    | Caroline Nothnagel  |
| 9    | Laura dell' Angelo  |
| 10   | Isabella Reibmayr   |
| 11   | Sophie Lohscheid    |
| 12   | Amelie Paclik       |
| 13   | Sarah Kundinger     |
| 14   | Marlene Chemin      |
| 15   | Marion Geber-Franke |
| 16   |                     |

| Pos. | Name                |
| ---- | ------------------- |
| 1    | Veronica Spiegel    |
| 2    | Story Tweedie-Yates |
| 3    | Laura Haberkorn     |
| 4    | Antonia-Xenia Tout  |
| 5    | Katrin Schmidt      |
| 6    | Fabienne Holz       |
| 7    | Nina Pfahler        |
| 8    | Chantal Brutschin   |
| 9    | Romana Ciliakova    |
| 10   | Martina Wojcik      |
| 11   | Miriam Sommer       |
| 12   | Patricia Cyranowski |
| 13   | Kim Blatter         |
| 14   | Claudia Kern        |
| 15   | Kim Nguyen-Ngoc     |
| 16   |                     |

| Pos. | Name                |
| ---- | ------------------- |
| 1    | Emma Laine          |
| 2    | Hanna Nooni         |
| 3    | Karolina Nowak      |
| 4    | Miriam Steinhilber  |
| 5    | Vanessa Wellauer    |
| 6    | Bianca Kamper       |
| 7    | Ann-Kathrin Pfeifer |
| 8    | Mona Höppner        |
| 9    | Julia Bauer         |
| 10   | Katharina Els       |
| 11   | Sandra Kubas        |
| 12   | Katrin Kremser      |
| 13   | Bettina Koepfer     |
| 14   |                     |
| 15   |                     |
| 16   |                     |

| Pos. | Name               |
| ---- | ------------------ |
| 1    | Maša Zec Peškirič  |
| 2    | Selima Sfar        |
| 3    | Tadeja Majerič     |
| 4    | Janina Toljan      |
| 5    | Anna Zaja          |
| 6    | Caroline Schneider |
| 7    | Anna Geißler       |
| 8    | Katharina Jobst    |
| 9    | Maja Hopf          |
| 10   | Theresa Jobst      |
| 11   | Katja Brandt       |
| 12   | Larissa Becka      |
| 13   | Christina Kießling |
| 14   |                    |
| 15   |                    |
| 16   |                    |

| Pos. | Name                |
| ---- | ------------------- |
| 1    | Angelika Bachmann   |
| 2    | Petra Russegger     |
| 3    | Kristina Steiert    |
| 4    | Lena-Marie Hofmann  |
| 5    | Barbara Rittner     |
| 6    | Eva-Maria Hoch      |
| 7    | Lisa Summerer       |
| 8    | Katharina Bräutigam |
| 9    | Eva-Maria Schneider |
| 10   | Luba Schifris       |
| 11   | Annette Zweck       |
| 12   | Julia Thiem         |
| 13   | Katrin Baumann      |
| 14   |                     |
| 15   |                     |
| 16   |                     |

### Ergebnisse
| Datum/Uhrzeit      | Heimmannschaft                 | Gastmannschaft                 | Matches | Sätze | Spiele |
| ------------------ | ------------------------------ | ------------------------------ | ------- | ----- | ------ |
| So. 24. Mai 11:00  | TC BW Villingen                | Ski-Club Ettlingen             | 1:8     | 3:16  | 48:105 |
| So. 24. Mai 11:00  | TC GW Luitpoldpark             | TC Augsburg Siebentisch        | 4:5     | 8:11  | 79:86  |
| So. 24. Mai 11:00  | TC Blau-Weiß Vaihingen-Rohr    | TC Großhesselohe               | 1:8     | 2:16  | 41:103 |
| Sa. 30. Mai 13:00  | BASF TC Blau-Weiß Ludwigshafen | TC BW Villingen                | 9:0     | 18:2  | 117:47 |
| Sa. 30. Mai 13:00  | TC Augsburg Siebentisch        | TC Blau-Weiß Vaihingen-Rohr    | 7:2     | 14:4  | 96:66  |
| Sa. 30. Mai 13:00  | TC Großhesselohe               | TC GW Luitpoldpark             | 3:6     | 7:12  | 81:91  |
| Mo. 1. Juni 11:00  | Ski-Club Ettlingen             | TC Augsburg Siebentisch        | 5:4     | 11:9  | 96:94  |
| Mo. 1. Juni 11:00  | TC Blau-Weiß Vaihingen-Rohr    | BASF TC Blau-Weiß Ludwigshafen | 1:8     | 2:17  | 43:112 |
| Mo. 1. Juni 11:00  | TC GW Luitpoldpark             | TC BW Villingen                | 8:1     | 17:2  | 108:34 |
| So. 7. Juni 11:00  | TC Großhesselohe               | BASF TC Blau-Weiß Ludwigshafen | 2:7     | 5:14  | 68:104 |
| So. 7. Juni 11:00  | Ski-Club Ettlingen             | TC GW Luitpoldpark             | 5:4     | 12:9  | 99:83  |
| So. 7. Juni 11:00  | TC BW Villingen                | TC Blau-Weiß Vaihingen-Rohr    | 5:4     | 11:10 | 94:80  |
| So. 21. Juni 11:00 | TC Augsburg Siebentisch        | TC Großhesselohe               | 6:3     | 13:9  | 110:87 |
| So. 21. Juni 11:00 | BASF TC Blau-Weiß Ludwigshafen | Ski-Club Ettlingen             | 5:4     | 11:10 | 110:98 |
| So. 21. Juni 11:00 | TC GW Luitpoldpark             | TC Blau-Weiß Vaihingen-Rohr    | 9:0     | 18:1  | 103:27 |
| So. 5. Juli 11:00  | Ski-Club Ettlingen             | TC Großhesselohe               | 8:1     | 16:3  | 104:56 |
| So. 5. Juli 11:00  | TC BW Villingen                | TC Augsburg Siebentisch        | 1:8     | 3:17  | 55:111 |
| So. 5. Juli 11:00  | BASF TC Blau-Weiß Ludwigshafen | TC GW Luitpoldpark             | 7:2     | 14:6  | 102:73 |
| So. 12. Juli 11:00 | TC Blau-Weiß Vaihingen-Rohr    | Ski-Club Ettlingen             | 0:9     | 0:18  | 24:109 |
| So. 12. Juli 11:00 | TC Augsburg Siebentisch        | BASF TC Blau-Weiß Ludwigshafen | 1:8     | 4:16  | 66:109 |
| So. 12. Juli 11:00 | TC Großhesselohe               | TC BW Villingen                | 7:2     | 14:5  | 97:56  |